# Brun tofsstjärtfisk
Brun tofsstjärtfisk (Latimeria menadoensis), även brun kvastfening eller indonesisk kvastfening, är en fisk i släktet Latimeria i ordningen tofsstjärtfiskar hörande kvastfeniga fiskar (”kvastfeningar”). Den är den ena av två kända levande arter i släktet, den andra är blå tofsstjärtfisk.

## Beskrivning
Arten blir omkring 140 centimeter lång och vistas i havet nära klippiga kustlinjer 150 till 200 meter under vattenytan, troligen även djupare.
Fisken har samma morfologiska egenskaper som blå tofsstjärtfisk men kännetecknas av en brun färg. Den genetiska differensen mellan arterna är med 4,1 % ganska tydlig.

## Historia

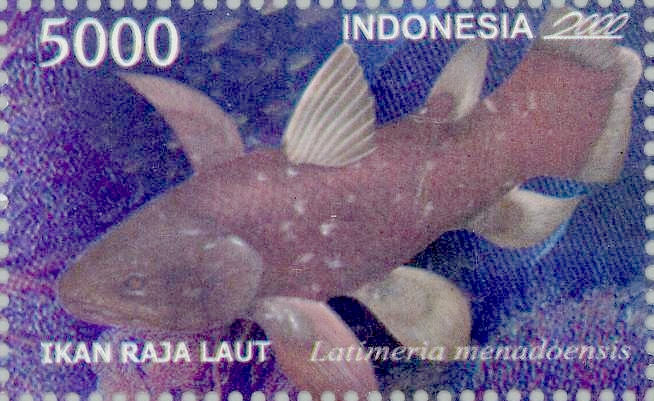
Brun kvastfening på frimärke.

Arten upptäcktes den 18 september 1997 av Arnaz Mehta Erdmann, som är hustru till den amerikanska naturforskaren Mark V. Erdmann, i Sulawesisjön norr om den indonesiska ön Sulawesi och beskrevs 1999 av ett forskarlag. Innan räknades blå tofsstjärtfisk (Latimeria chalumnae), som hittades 1938 i havet öster om södra Afrika, som den enda nulevande tofsstjärtfisken.
2009 filmade ett japanskt forskarlag Latimeria menadoensis i sitt utbredningsområde.